# So payaso
«So payaso» es una canción de la banda de rock española Extremoduro, compuesta por Roberto Iniesta e incluida en su sexto álbum de estudio Agila publicado el 23 de febrero de 1996 además de ser lanzada como segundo sencillo promocional del álbum ese mismo año. Al sonido de la banda se le incorporaron secciones de viento y un piano jazzero bajo una letra de insumisión sentimental, aunque el tema tiene diversas interpretaciones. La canción fue grabada con miembros de la banda Ratanera además de contar con la ayuda del guitarrista Iñaki "Uoho" Antón. La canción fue producida también por Iñaki Antón, al igual que el resto de canciones del álbum, quien superó considerablemente la producción de los anteriores trabajos de la banda. El tema fue de vital importancia para la ascensión del grupo, llegando a sonar en emisoras nacionales y además el vídeo musical llegó a aparecer en televisión —aunque Robe siempre se quejó de la escasa promoción que tuvo—. En la lista que confeccionó la revista Rolling Stone sobre las 200 mejores canciones del pop y rock español fue posicionada en el puesto 31. También fue elegido como el 103 mejor tema del rock iberoamericano por la revista Al borde, además de ganar el premio al mejor vídeo musical de la primera edición de los Premios de la Música en 1997 dirigido por Mikel Clemente. Asimismo, fue incluido como DLC en el videojuego Guitar Hero III: Legends of Rock.

## Personal
- Robe Iniesta – Guitarra y voz
- Iñaki "Uoho" Antón – Guitarra, piano y bajo
- Isaac 'Ratanera' – Guitarra
- Pepegu 'Ratanera' – Bajo
- Sergio 'Ratanera' – Batería
- Sime – Trombón
- Ingeniero de sonido: Ventura Rico
- Ingeniero asistente: Juanito
- Productor ejecutivo: Raúl Guerrero
- Producción y arreglos: Iñaki Antón